# Volkovskaja
Volkovskaja (in russo:Волковская) è una stazione della Linea Frunzensko-Primorskaya, la Linea 5 della Metropolitana di San Pietroburgo. È stata inaugurata il 20 dicembre 2008.